# Melvin Douglas
Melvin Lavon Douglas (ur. 21 sierpnia 1963) – amerykański zapaśnik w stylu wolnym. Brał udział w dwóch Igrzyskach Olimpijskich. 7 miejsce w Atlancie 96 w kategorii 90 kg, 18 miejsce w Sydney 2000 w kategorii 96 kg. Czterokrotny medalista Mistrzostw Świata, złoty z 1993 roku. Złoty medal Igrzysk Panamerykańskich z 1995 roku. Triumfator Pucharu Świata w 1994; trzeci w  1990 roku.
Srebro na Igrzyskach Dobrej Woli w 1998 roku.
W młodości zawodnik University of Oklahoma. Dwa razy mistrz NCAA, w 1985 i 1986 roku.